# Hanatschiwka
Hanatschiwka (ukrainisch Ганачівка; russisch Ганачевка Ganatschewka, polnisch Hanaczówka) ist ein Dorf in der westukrainischen Oblast Lwiw mit etwa 470 Einwohnern.
Am 12. Juni 2020 wurde das Dorf ein Teil der neu gegründeten Stadtgemeinde Peremyschljany im Rajon Lwiw, bis dahin gehörte es mit dem Dorf Stanymyr (Станимир) zur Landratsgemeinde Stanymyr im Rajon Peremyschljany.

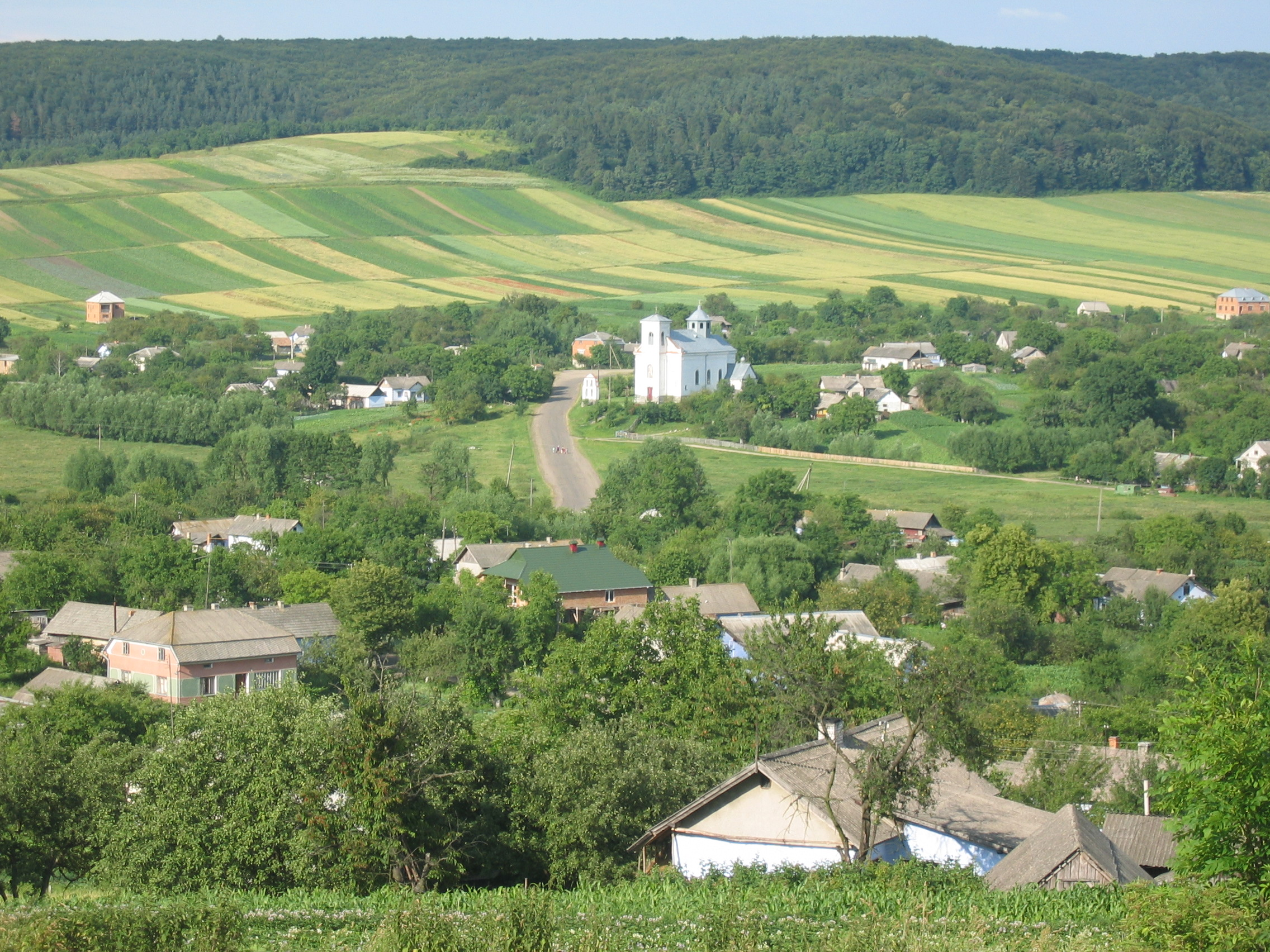
Blick auf das Dorf

## Geschichte

### Hanatschiw
Der Ort wurde im Jahre 1389 als Cunaczow erstmals urkundlich erwähnt, und dann als Honaczow (1400), Cunaczow (1469), Chomyzow (1475), Chanaczow (Hanaczow) (1578) und so weiter. Der Name ist abgeleitet vom Vornamen des mutmaßlichen Urbesitzers Hanacz (< Han < deutsch Johann).
Im Jahre 1394 wurde das Dorf von Dymitr Wołczkowicz den Franziskanern zugeteilt.
Der Ort gehörte zunächst zum Lemberger Land in der Woiwodschaft Ruthenien der Adelsrepublik Polen-Litauen. Bei der Ersten Teilung Polens kam das Dorf 1772 zum neuen Königreich Galizien und Lodomerien des habsburgischen Kaiserreichs (ab 1804).
Die römisch-katholische Pfarrei der Franziskaner wurde im Jahre 1787 errichtet, zunächst mit einer Holzkirche, die von einem Blitz getroffen wurde. In den Jahren 1795–1800 wurde eine neue gemauerte Kirche erbaut.
Im Jahre 1900 hatte die Gemeinde Hanaczów 225 Häuser mit 1258 Einwohnern, davon 1252 polnischsprachige, 6 ruthenischsprachige, 1163 römisch-katholische, 14 griechisch-katholische, 81 Juden.
Nach dem Ende des Polnisch-Ukrainischen Kriegs 1919 kam die Gemeinde zu Polen. Im Jahre 1921 hatte sie 255 Häuser mit 1391 Einwohnern, davon 1390 Polen, 1 Ruthene, 1320 römisch-katholische, 3 griechisch-katholische, 68 Juden (Religion).
Neben der Kirche wurde in den Jahren 1937–38 ein Kloster erbaut.
Im Zweiten Weltkrieg gehörte der Ort zuerst zur Sowjetunion und ab 1941 zum Generalgouvernement. In den Jahren 1943 und 1944 war dort die Selbstverteidigungsgruppe gegen OUN-UPA tätig. In der Nacht zwischen 2. and 3. Februar 1944 wurde Hanaczów und Hanaczówka von etwa 500 ukrainischen Schläger angegriffen. Etwa 110 Polen wurden getötet. Am 10. und 13. April wurden sie erneut attackiert und über 50 Polen mitten in der Flucht getötet. Das verödete Dorf mit einer Gruppe der polnischen Heimatarmee wurde am 2. Mai 1944 von SS angegriffen. 16 AK-Soldaten und 30 Zivilisten wurden umgebracht.
Ab 1945 gehörte es wieder zur Sowjetunion und wurde mit Hanatschiwka eingemeindet. Es ist heute der nördliche Teil mit der Kirche.

### Hanatschiwka
Der Ort ist viel jünger und war kleiner als Hanatschiw.
Im Jahre 1900 hatte die Gemeinde Hanaczówka 87 Häuser mit 478 Einwohnern, davon 325 polnischsprachige, 153 ruthenischsprachige, 282 römisch-katholische, 168 griechisch-katholische, 28 Juden.
Nach dem Ende des Polnisch-Ukrainischen Kriegs 1919 kam die Gemeinde zu Polen. Im Jahre 1921 hatte sie 105 Häuser mit 615 Einwohnern, davon 480 Polen, 98 Ruthenen, 37 Juden (Nationalität und Religion), 418 römisch-katholische, 160 griechisch-katholische.

## Sehenswürdigkeiten
- Ehemalige gemauerte Kirche, heute Orthodox
- Ehemaliges Kloster

## Persönlichkeiten
- Hanna Hopko  (* 1982), ukrainische Aktivistin, Journalistin und Politikerin